# 非洲臀果木
非洲臀果木（学名：Prunus africana）是蔷薇科李属常绿乔木，原生於撒哈拉以南非洲的山區，以及馬達加斯加、聖多美、比奧科和大葛摩等島上高約900至3400公尺的地方。成熟的樹種在森林中高約10至25公尺、呈張開的枝條狀且通常是下垂的；在草地上則較短，且有10至20公尺寬的圓頂。非洲臀果木生長需要潮濕的氣候、900至3400公釐的降雨量且極度耐霜。
其种加词“africana”意为“非洲的”。

## 保育狀況
其被列為《瀕危野生動植物種國際貿易公約》（CITES）附錄二的物種，被限制出口及貿易。

## 外部連結
- Dailey, Bryan W.; Fernandes, Erick C.M.  (html). Cornell University.   [2008-03-14]. （原始内容存档于2009-03-17）.
- WWF.  (PDF). （原始内容 (pdf)存档于2006-09-25）.